# Cam Pipes
Cam Pipes (...) è un cantante canadese, uno dei due vocalist del gruppo heavy metal 3 Inches of Blood.
Pipes è entrato nella band nel 2001: inizialmente la sua doveva essere solo una collaborazione per l'EP Sect of the White Worm, ma i risultati furono tali che la band gli chiese subito di entrare in pianta stabile.

## Discografia

### Album in studio
- 2002 - Battlecry Under a Winter Sun
- 2004 - Advance and Vanquish
- 2007 - Fire Up the Blades
- 2009 - Here Waits Thy Doom
- 2012 - Long Live Heavy Metal

### EPs
- 2001 - Sect of the White Worm
- 2007 - Trial of Champions

### Singoli
- 2003 - Destroy the Orcs
- 2003 - Ride Darkhorse, Ride